# Tonkinbolus scaber
Tonkinbolus scaber är en mångfotingart som beskrevs av Karl Wilhelm Verhoeff 1938. Tonkinbolus scaber ingår i släktet Tonkinbolus och familjen Pachybolidae. Inga underarter finns listade i Catalogue of Life.